# Chalybion mochii
Chalybion mochii är en biart som beskrevs av Hensen 1988. Chalybion mochii ingår i släktet Chalybion och familjen grävsteklar. Inga underarter finns listade i Catalogue of Life.